# Cristina Guillermina de Hesse-Homburg
La landgravina Cristina Guillermina de Hesse-Homburg (30 de junio de 1653, en Bingenheim (actual Echzell) - 16 de mayo de 1722, en Grabow) fue una noble alemana.
Era la hija mayor del landgrave Guillermo Cristóbal de Hesse-Homburg y de su primera esposa, Sofía Leonor de Hesse-Darmstadt.
Tras su matrimonio se convirtió en duquesa de Mecklemburgo-Grabow. Su bisnieto fue Iván VI de Rusia.

## Matrimonio e hijos
El 28 de mayo de 1671 contrajo matrimonio con el duque Federico de Mecklemburgo-Grabow, hijo del duque Adolfo Federico I de Mecklemburgo y de María Catalina de Brunswick-Dannenberg. Adolfo falleció el 28 de abril de  1688. Tuvieron los siguientes hijos:
- Federico Guillermo I (28 de marzo de 1675 - 31 de julio de 1713); desposó a Sofía Carlota de Hesse-Kassel (16 de julio de 1678 - 30 de mayo de 1749), hija del Landgrave Carlos I de Hesse-Kassel; sin hijos.
- Carlos Leopoldo (26 de noviembre de 1678 - 28 de noviembre de 1747); desposó a la zarevna Catalina de Rusia (hermana de la emperatriz Ana); su hija fue la Gran Duquesa Ana Leopoldovna de Rusia, madre de Iván VI de Rusia.
- Cristián Luis II (15 de mayo de 1683 - 30 de mayo de 1756); desposó a su prima hermana, la Duquesa Gustavina Carolina de Mecklemburgo-Strelitz; tuvieron cinco hijos.
- Sofía Luisa (16 de mayo de 1685 - 29 de julio de 1735); tercera esposa de Federico I de Prusia; sin hijos.

- Datos: Q3697539
- Multimedia: Christine Wilhelmine of Hesse-Homburg / Q3697539